# Entombed
Entombed är ett svenskt death metal-band som bildades ur banden Morbid och Nihilist 1989. Debutalbumet Left Hand Path gavs ut 1990.

## Historia
Entombed var en av de tidiga pionjärerna inom skandinavisk death metal. Särskilt tongivande kan bandet sägas ha varit för det som kallas Sunlight-döds, efter studion som bandet spelade in sina första skivor i. På senare år har bandet gått allt längre ifrån denna stil till ett mera rockorienterat sound. Den death metal som bandet spelade i början stod i kontrast till det så kallade "Göteborg-soundet" som främst representeras av band som In Flames, Dark Tranquillity och At the Gates samt många amerikanska band som blivit inspirerade av dessa grupper (exempelvis Black Dahlia Murder).
Flera av Stockholms metalmusiker har vid ett eller annat tillfälle spelat med bandet. De tongivande medlemmarna i bandet har varit Uffe Cederlund, Alex Hellid, L-G Petrov och Nicke Andersson, varav Cederlund och Andersson har lämnat bandet idag. En kort tid 1991 lämnade sångaren L-G Petrov bandet. Orvar Säfström sjöng då på EP:n Crawl och turnerade med bandet. Efter detta spelades Clandestine in med Nicke Andersson på sång. Johnny Dordevic sjöng med bandet en tid utan att medverka på inspelningar och ersattes sedan av den återvändande Petrov. Nicke Andersson lämnade bandet 1997 för rockbandet The Hellacopters där han var sångare och gitarrist. Andersson har senare hoppat in då och då som livegitarrist i bandet men har inga planer på att återvända. 2006 lämnade trummisen Peter Stjärnvind bandet och ersattes av före detta Misery Loves Companys Olle Dahlstedt. 
Entombeds musikaliska utveckling kan delas in i fyra perioder: genredefinierande svensk dödsmetall (1989-1992), fortfarande mörk, tung döds men med tydligare rock n' roll-influenser (1993-1997), melodisk, komplex rock/metal (1998) och varumärkestroget satanisk thrash-döds (1999-).
Bandet repade och spelade regelbundet på Musikhuset Alphyddan, Nacka kommun.
Entombed har betytt oerhört mycket för svensk metal genom åren. De definierade i stort sett på egen hand svensk dödsmetall som subkulturellt uttryck, tänjde gränserna för vad death metal ansågs vara internationellt och ledde utvecklingen av genren vidare.
Under 2013 framförde Entombed, tillsammans med Nordiska Kammarorkestern, hela Clandestine i Tonhallen, Sundsvall.
I januari 2014 meddelades att den line-up som består av Petrov, Dahlstedt, Elgstrand & Brandt hädanefter kommer heta Entombed A.D., samt att det nya albumet Back to the Front skall släppas genom denna konstellation. Samtidigt tillkännagav Hellid: "Vi kommer att spela Clandestine där Thomas von Wachenfeldt gjort orkesterarrangemangen och det blir första gången som jag, Uffe [Cederlund] och Orvar [Säfström] spelar tillsammans sedan tiden i Entombed". I en intervju i Sweden Rock Magazine #3, 2014 meddelade både L-G Petrov och Nico Elgstrand att namnet Entombed ägs av de fyra originalmedlemmarna L-G Petrov, Alex Hellid, Uffe Cederlund och Nicke Andersson, och inte kommer att användas tills vidare.

## Medlemmar
Nuvarande medlemmar

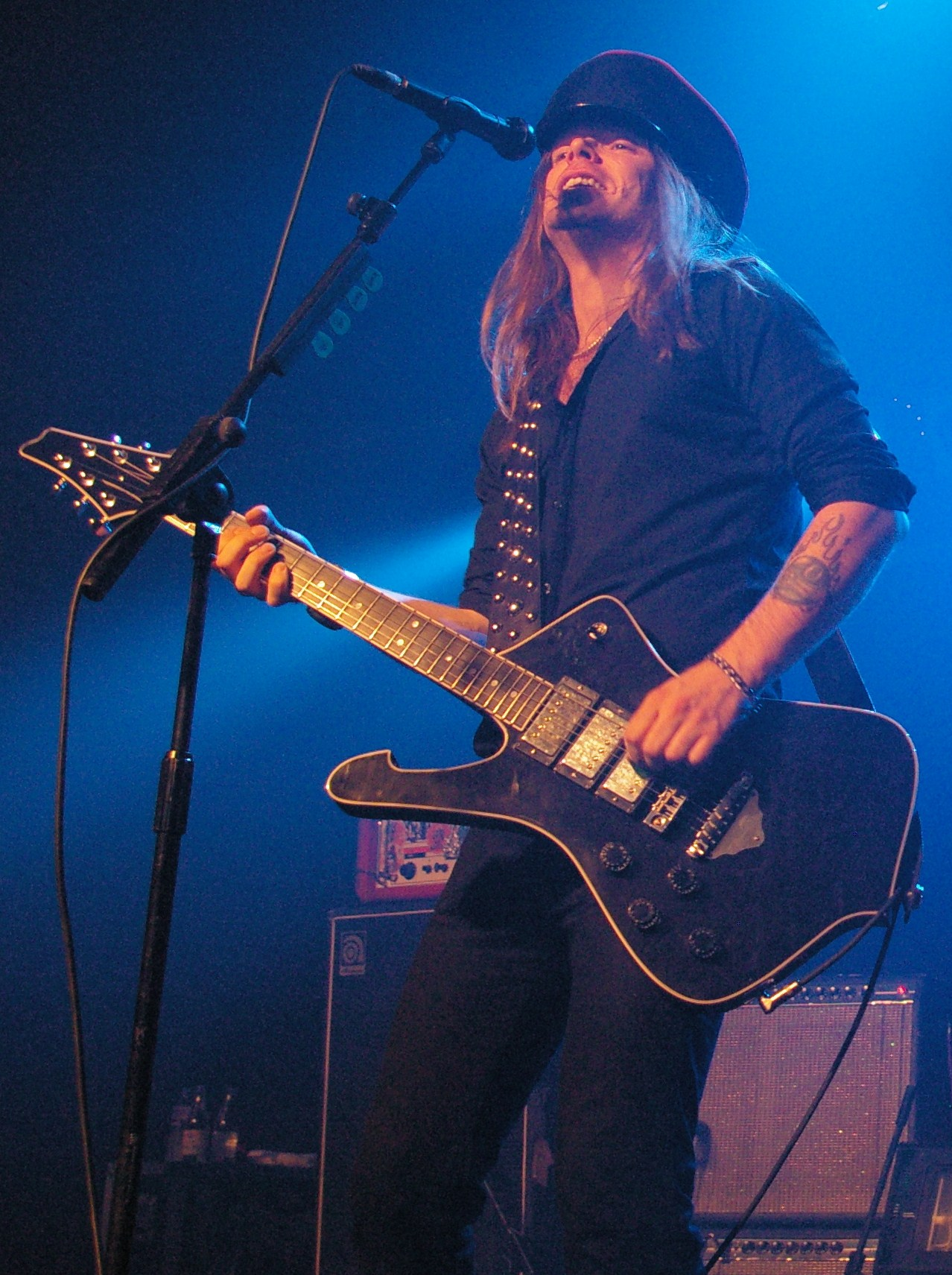
Nicke Andersson 2012
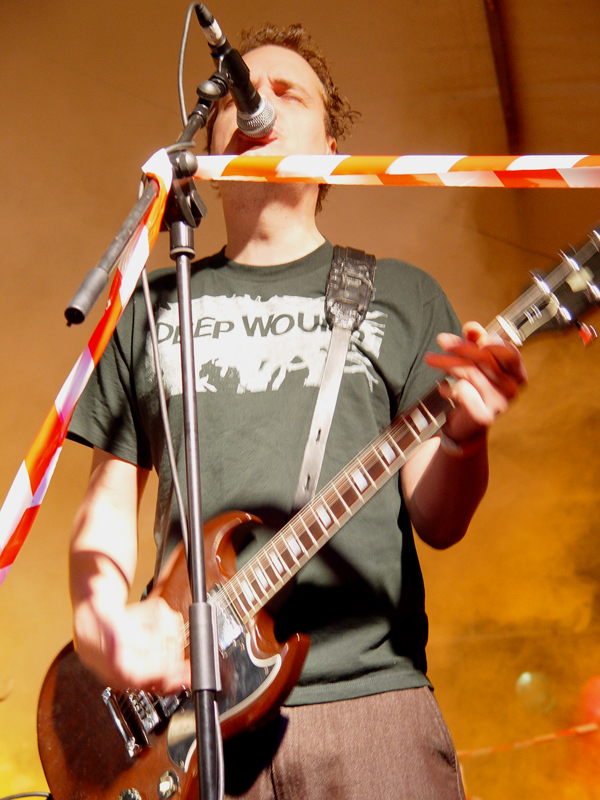
Uffe Cederlund 2004
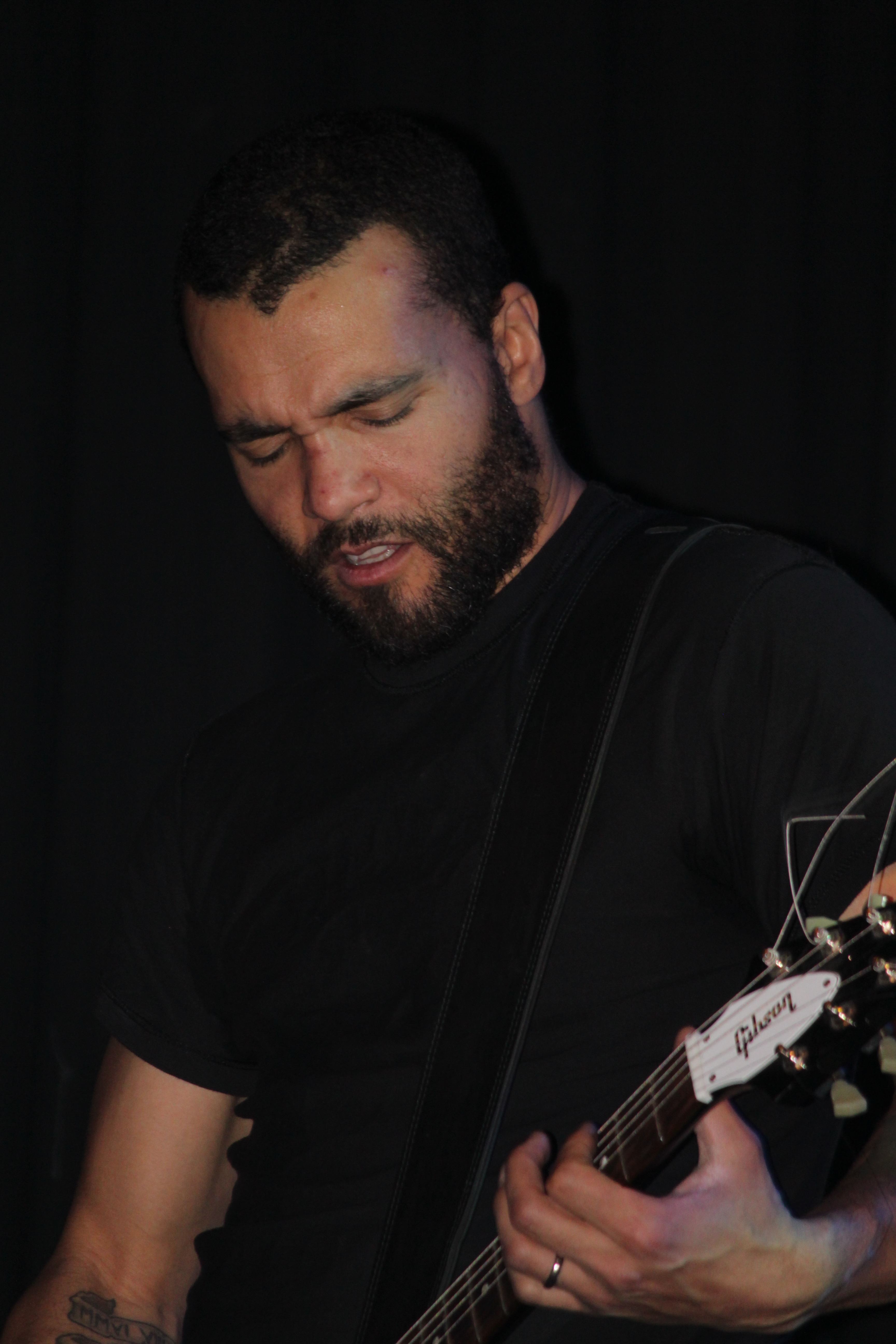
Alex Hellid 2011

- Nicke Andersson – trummor (1990–1997, 2016– ), sång (1991) (även i The Hellacopters, Imperial State Electric, The Solution, Death Breath och The Hydromatics)
- Uffe Cederlund – gitarr (1990–2005, 2016– ) (även i Morbid, Murder Squad, Nihilist, Disfear, Alpha Safari)
- Alex Hellid – gitarr (1989–2013, 2016–) (tidigare i Nihilist)

Tidigare medlemmar

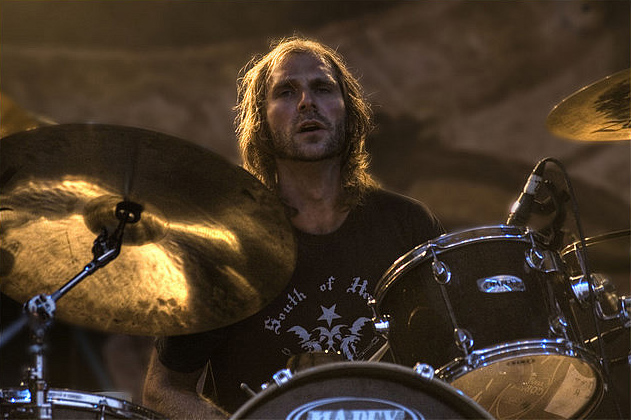
Olle Dahlstedt på trummor, med Entombed 2008
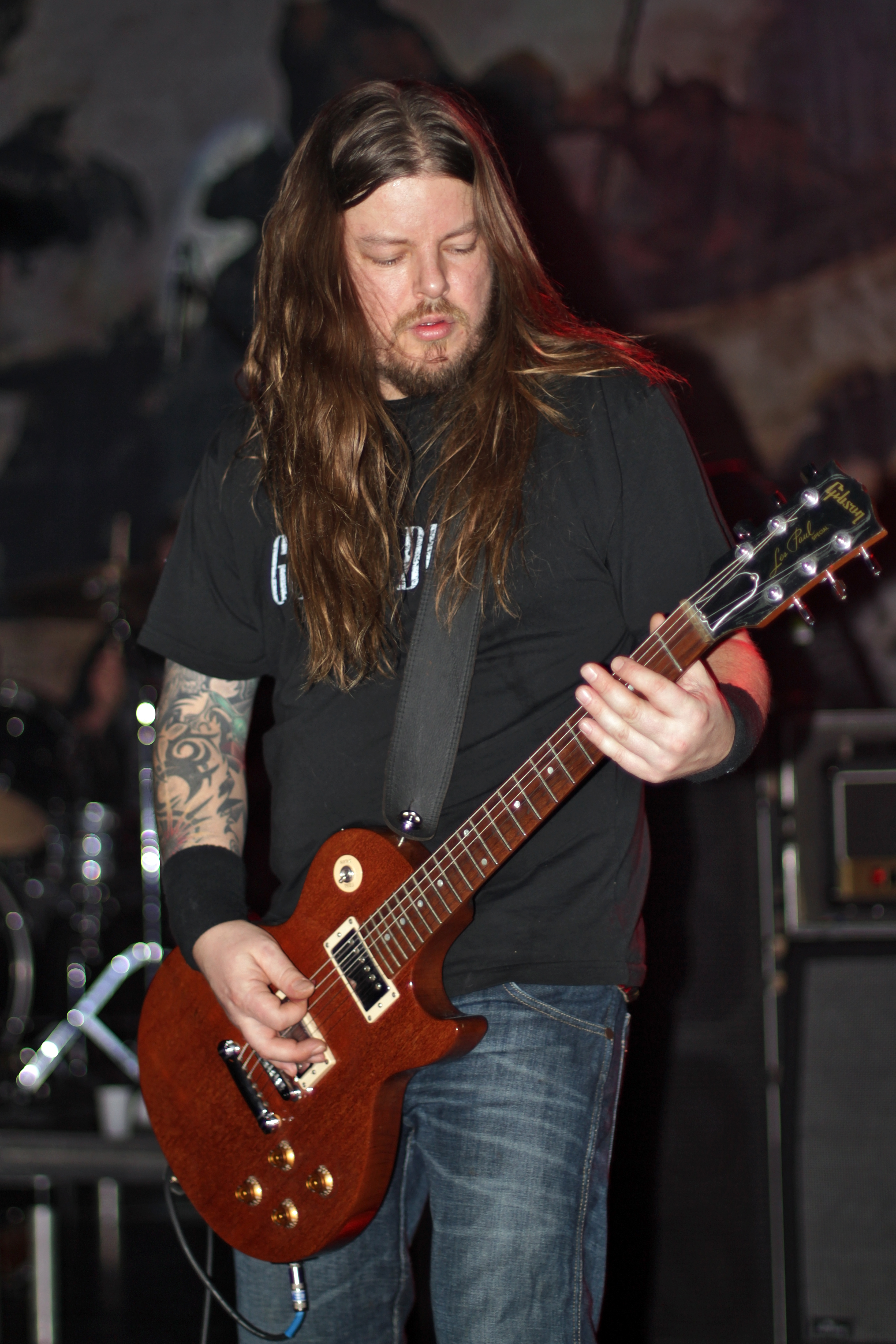
Nico Elgstrand på gitarr, med Entombed 2011
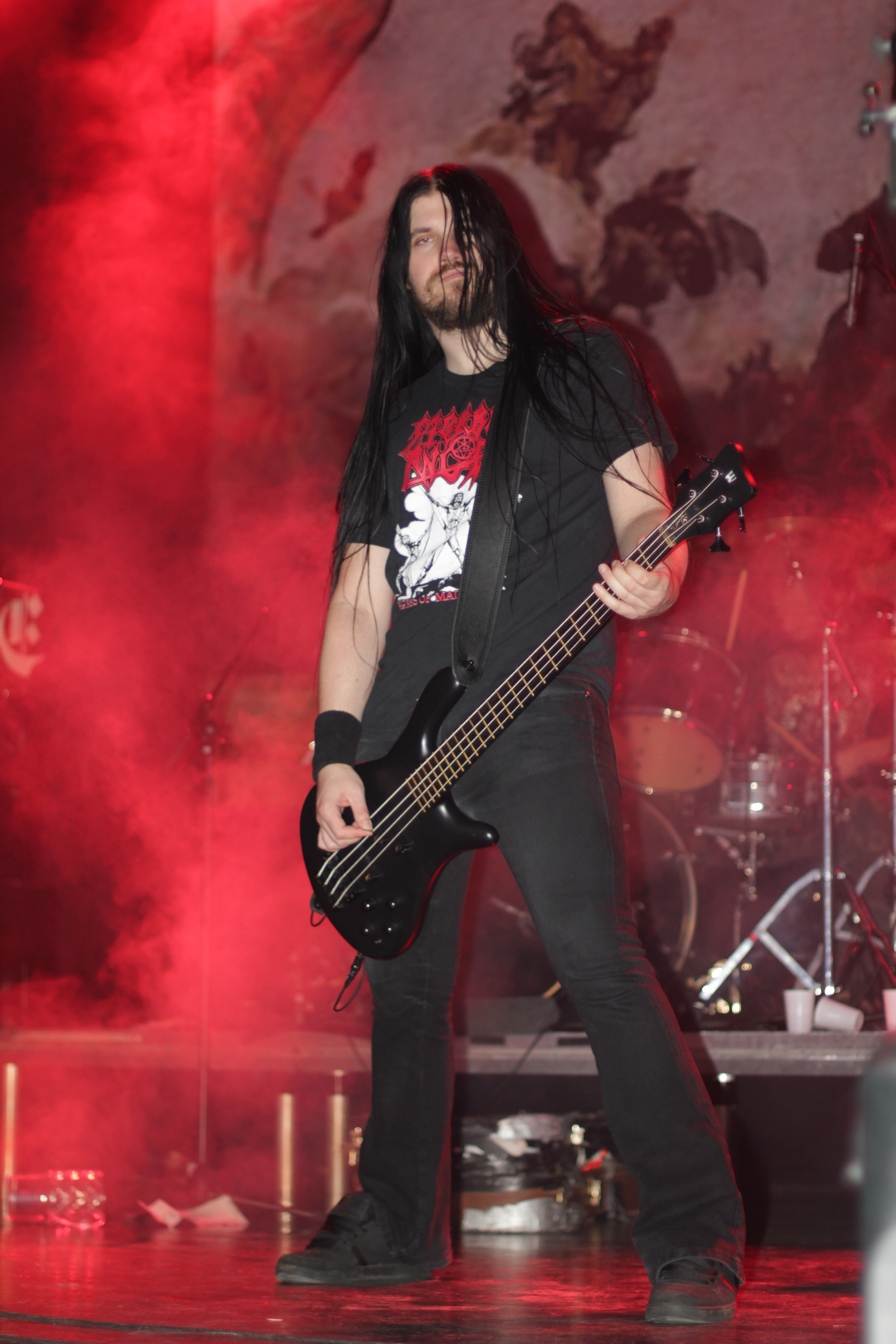
Victor Brandt på bas, med Entombed 2011
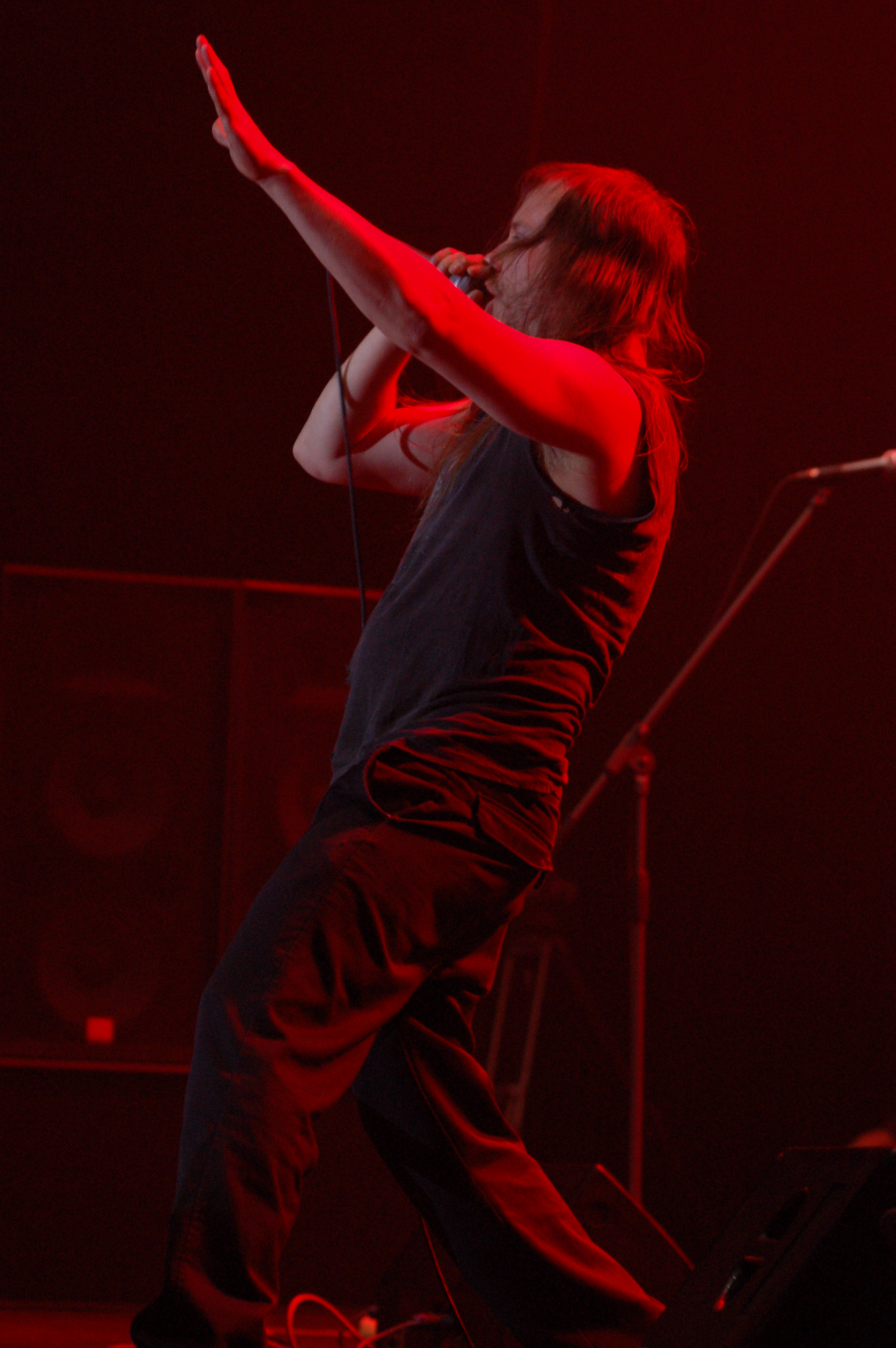
L G Petrov på sång, med Entombed 2007
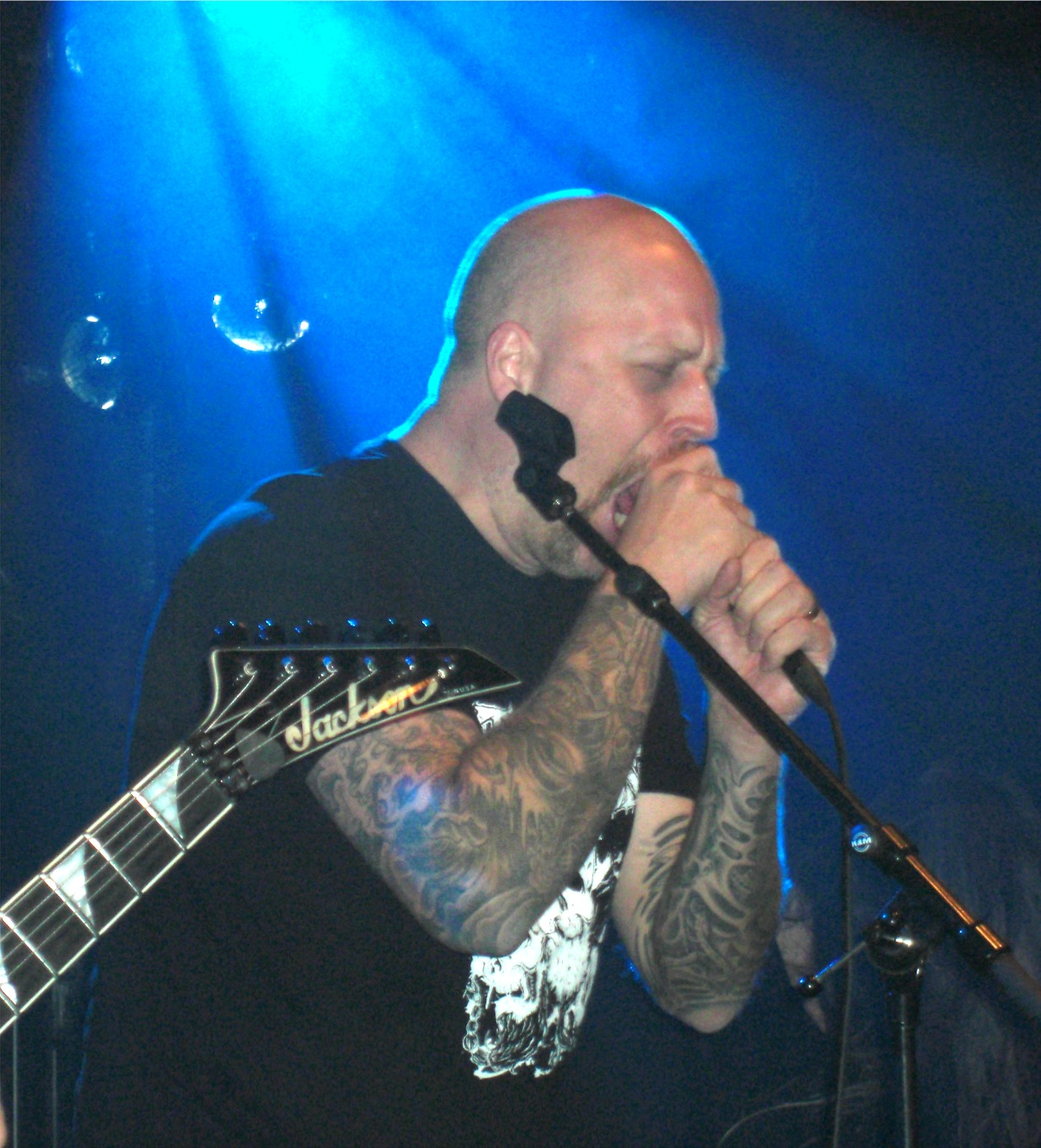
Jörgen Sandström på sång, med Grave 2008
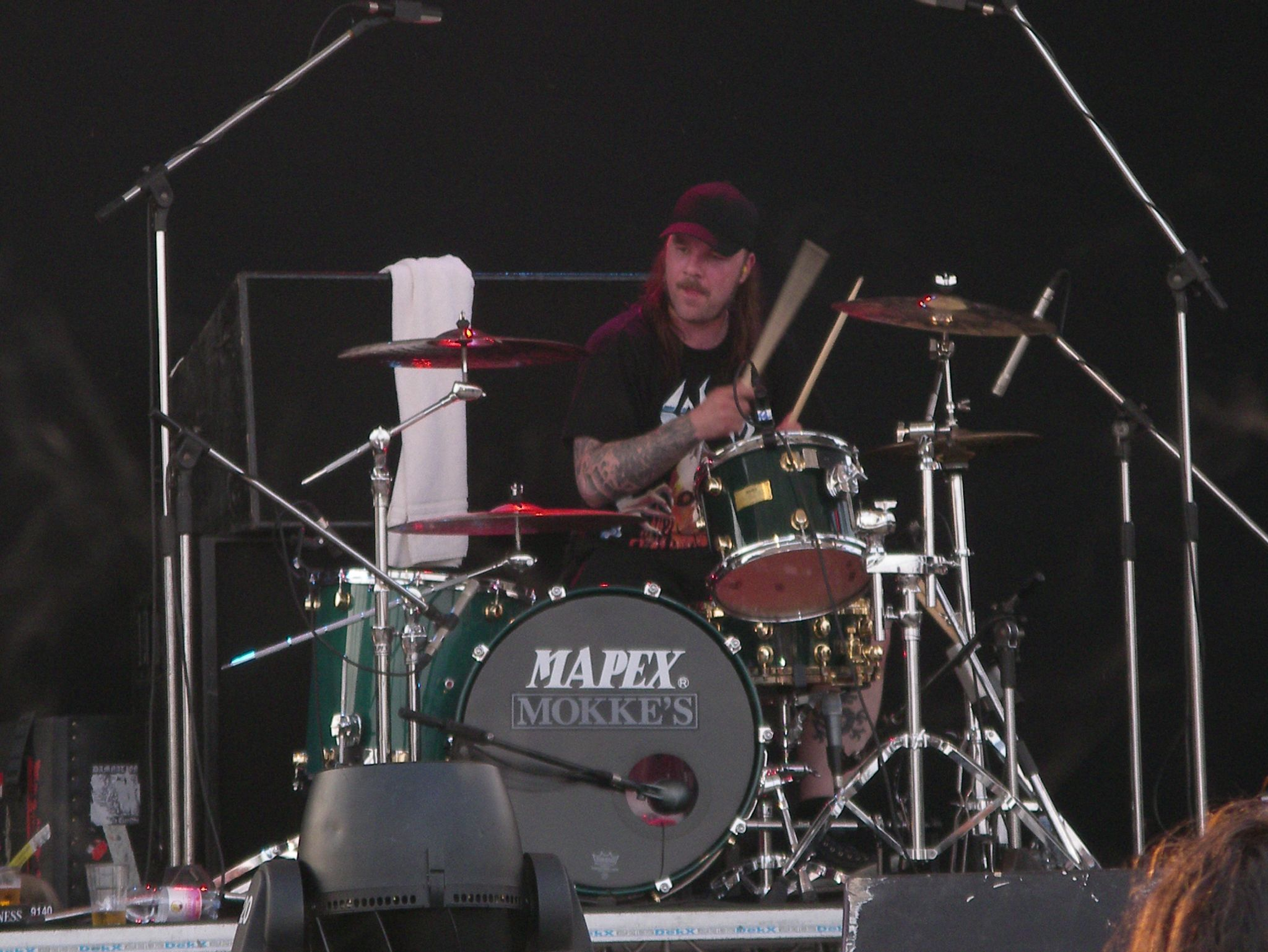
Peter Stjärnvind på trummor, med Entombed 2005
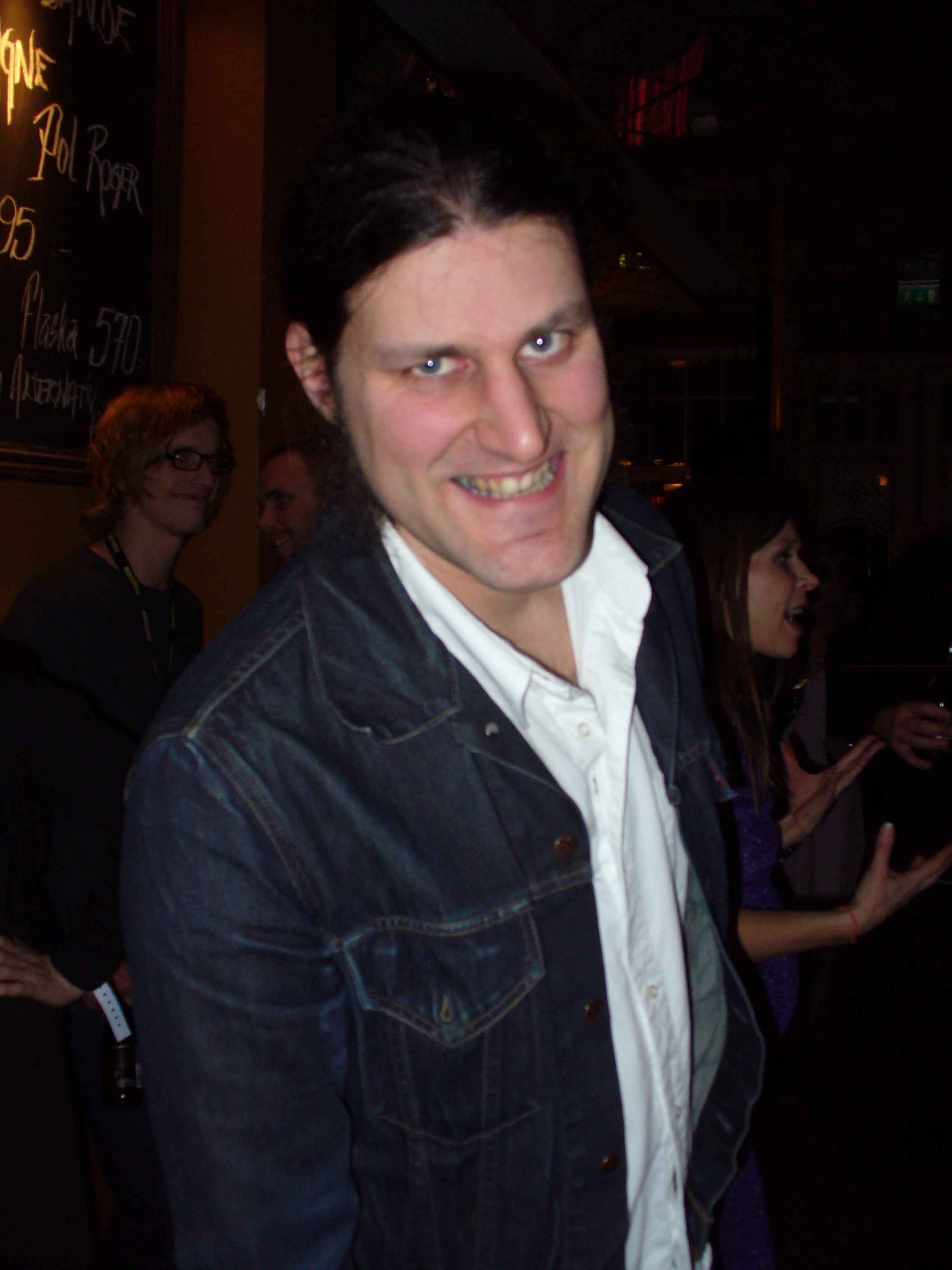
Orvar Säfström 2007

- Lars-Göran Petrov – sång (1989–1991, 1991–2013) (även i Entombed A.D., tidigare i Comecon, Morbid, Nihilist och The Project Hate)
- Olle Dahlstedt – trummor  (2006–2013) (även i Entombed A.D., tidigare i Misery Loves Company, Alpha Safari)
- Nico Elgstrand – basgitarr (2004–2010), gitarr (2010–2013) (även i Entombed A.D.)
- Victor Brandt – basgitarr (2010–2013) (även i Entombed A.D., Totalt Jävla Mörker, tidigare i Satyricon)
- Peter Stjärnvind – trummor (1997–2006) (tidigare i Nifelheim, även i Black Trip, Krux och Merciless)
- Orvar Säfström – sång (1991) (även i Nirvana 2002, tidigare i TV-programmet Filmkrönikan)
- Johnny Dordevic – sång (1991) (även i Carnage)
- Jörgen Sandström – basgitarr (1995–2004) (tidigare i (Grave, även i Krux, The Project Hate MCMXCIX, Vicious Art, Death Breath och Torture Division)
- Lars Rosenberg – basgitarr (1990–1995) (även i Therion)

## Diskografi
Demo
- 1989 – But Life Goes On (kassett)
- 1993 – "Wolverine Blues" (kassett)

Studioalbum
- 1990 – Left Hand Path
- 1991 – Clandestine
- 1993 – Wolverine Blues
- 1997 – To Ride, Shoot straight and Speak the Truth
- 1998 – Same Difference
- 2000 – Uprising
- 2001 – Morning Star
- 2003 – Inferno
- 2007 – Serpent Saints - The Ten Amendments

Livealbum
- 1999 – Monkey Puss: Live in London (live från London Astoria 1992)
- 2005 – Unreal Estate (live från Kungliga Operan)

EP
- 1991 – Crawl
- 1992 – Stranger Aeons
- 1993 – Hollowman
- 1997 – Wreckage
- 1999 – Black Juju
- 2006 – When in Sodom

Singlar
- 1993 – "Contempt"
- 1993 – "Full of Hell"
- 1994 – "Out of Hand"
- 1997 – "Like This With the Devil"
- 2012 – "Amok (2012 Ninetone Version)"
- 2012 – "When in Sodom (Revisited)" (7" vinyl)

Samlingsalbum
- 1997 – Entombed
- 2002 – Sons of Satan Praise the Lord (coveralbum)
- 2013 – 10 Track Reissue Special (digital)
- 2014 – Classic Vinyl Collection (4 vinyl-LP)

Video
- 1999 – Monkey Puss (Live in London) (VHS)

Annat
- 1992 – Gods of Grind (delad album: Entombed / Carcass / Cathedral / Confessor)
- 1993 – "King Kong 4" (delad 7" vinyl: Entombed / Doll Squad / Teddy Bears)
- 1995 – "Night of the Vampire" (delad 7" vinyl: Entombed / The New Bomb Turks)

## Priser och utmärkelser
- 2014 – Invald i Swedish Music Hall of Fame[4]